# 유리

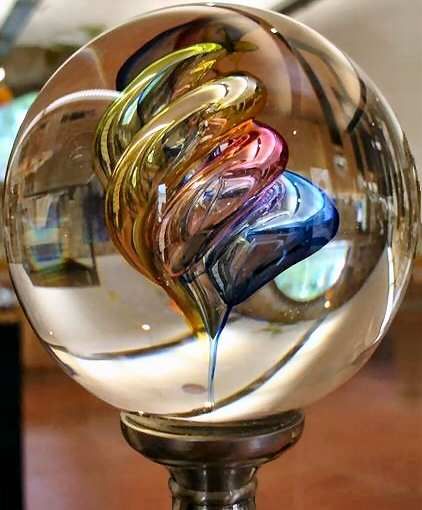
유리구슬의 모습.

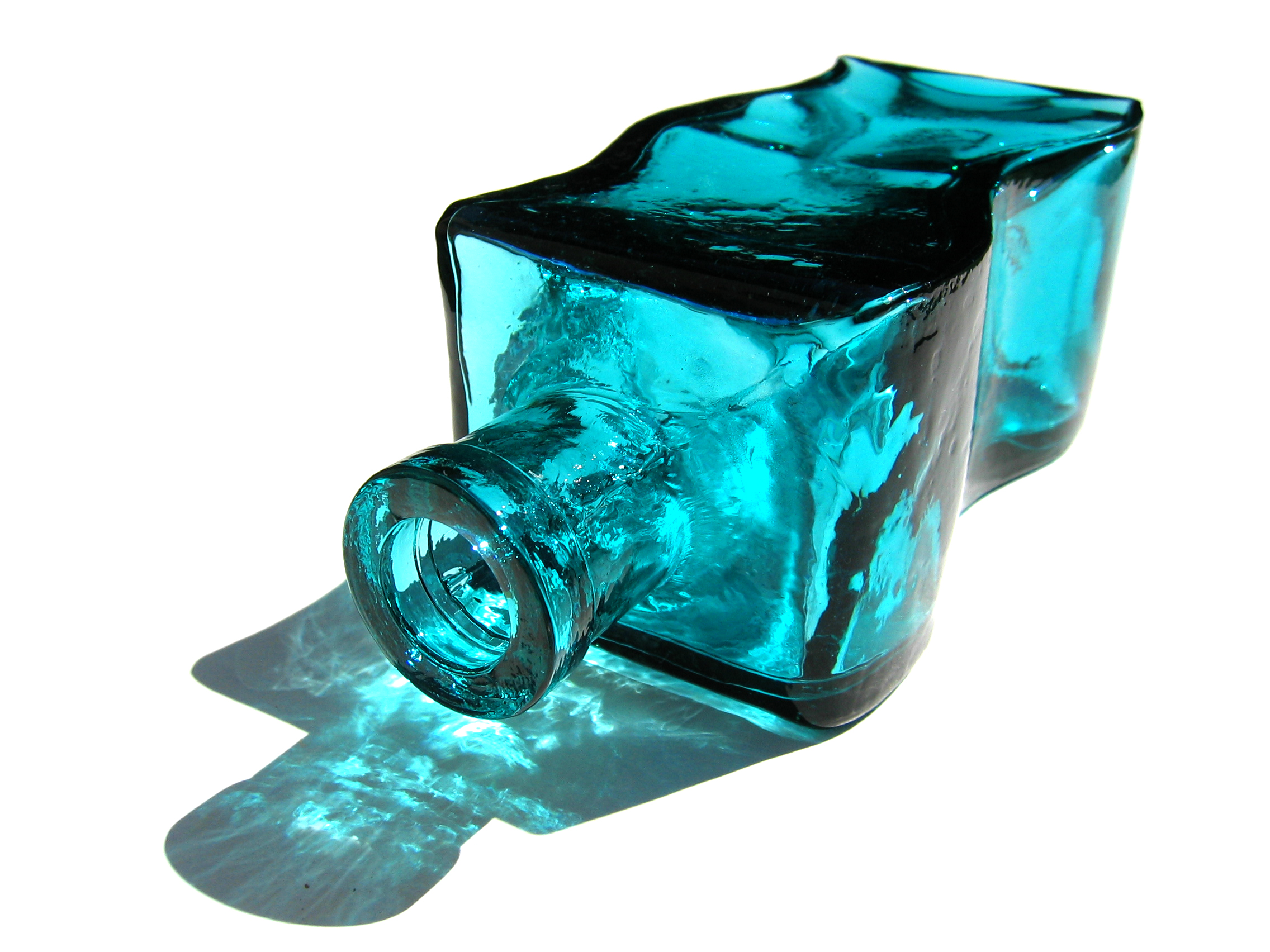
유리병의 모습.

유리(琉璃)는 단단하고 깨지기 쉬운 비결정질 고체이다. 투명하고 매끄럽고, 생물학적으로 비활성인 특징이 있어 창문, 병, 안경 등을 만드는 데 쓰지만 깨지기 쉽다는 단점이 있다. 모래나 수정을 구성하는 이산화 규소가 주요 성분인 소다 석회 유리나 붕규산 유리 뿐만 아니라, 아크릴 수지, 설탕 유리, 운모 또는 알루미늄 옥시니트라이드 등도 유리에 포함된다.

## 역사
흑요석과 같이 자연적으로 생긴 유리질 광석은 석기 시대부터 쓰였다. 인류가 유리를 만들기 시작한 것은 기원전 3600년경 메소포타미아, 시리아, 이집트 등에서부터였다. 시칠리아에서는 10세기에 처음 스테인드글라스가 만들어진 것으로 보인다. 15세기에는 유럽으로도 스테인드글라스가 전파되었다. 이 때에는 평판 유리는 만들어낸 유리 덩이를 다리미로 눌러 만들었다(대형 판유리가 만들어지기 시작한 것은 20세기 들어서이다). 그러다 보니 유리는 너무나도 비싸서 귀족들만 유리를 가질 수 있었다.
한국사에서 유리는 한사군의 낙랑유적에서 발굴된 유리이당, 유리함선 등이 있다. 아울러 경주시 내남면 덕천리 성부산 기슭에서 신라의 유리용 가마가 발견된 바 있어 삼국시대에는 유리를 생산하였음을 알 수 있다. 그러나 신라 이후 한국의 유리제조는 거의 단절되다시피 취급되었다. 조선 말기에서야 유리제조술은 다시 발전을 하는데 이는 러시아나 일본의 기술을 받아 발전한 것이다. 해방 이후에는 유엔의 지원계획에 따라 인천에 유리 제조공장이 들어섰는데 이는 한국이 서구권의 발전된 유리제조기법을 받아들일 수 있게 된 계기가 되었다.

## 구조
유리의 비결정질성으로 인해 유리가 고체인가 액체인가하는 논란이 있다. 그러나 많은 경우 이는 (고체 = 결정)이라는 오래된 개념에 의한 혼동이며, 현대의 관점에서 유리는 고체 - 비결정질 고체 -이다.

### 유리(비결정질 고체)와 결정질 고체의 팽창성
유리의 구조에는 구멍이 있어 고온이 되어 원자가 크게 진동하여도, 이 구멍이 쿠션과 같은 역할을 하여 잘 깨어지지 않는다. 그러나 소다석회유리와 같이 성형이나 가공에 편리하도록 알칼리를 섞으면, 알칼리이온이 용해되어 이 구멍 속으로 들어간다. 이 때문에 고온이 되어 원자가 크게 진동하기 시작해도 구멍이 쿠션으로 작용하지 못하므로, 원자 사이의 거리가 넓어지는데, 이것이 바로 열팽창이다.
결정의 경우에서도 원자가 밀접히 결합하여 구멍이 없는 것은 열팽창이 크고, 구멍이 있는 것은 열팽창의 정도가 낮다. 원자가 밀접히 결합되어 있는 것으로는 염화나트륨(식염)이 있으며, 100°C의 온도차에서 0.4%의 팽창·수축이 일어난다. 구멍이 있는 것으로는 다이아몬드·석영 등이 있는데 열팽창률은 거의 0이다.

## 원료
유리에는 여러 종류가 있으나, 대표적인 유리인 판유리 기준이다. 유리의 주성분은 이산화규소(SiO2)이며, 여기에는 석영이나 규사가 사용되는데, 두가지 모두 거의 순수한 SiO2로 이루어진 광물이다. 여기에 붕사·석회석·탄산나트륨 등을 가하여 녹기 쉽도록 하며, 강도나 내약품성을 높이기 위해 산화알루미늄·탄산바륨·탄산칼륨을 가하기도 하며, 굴절률을 높이기 위해 산화납 등을 가하기도 한다.

### 부원료
융제 원료를 분쇄·배합하여 탱크 로(tank furnace)에 넣으면 고온에서 녹는다. 공업적으로는 가능한 한 빨리 녹여야 하므로 보조약품을 사용하는데, 이것이 융제라 불리는 것으로, 붕소나 플루오린 화합물인 플루오린화규소나트륨·빙정석 등이 쓰인다. 이 밖에 유리조각을 가하며, 이것은 이미 판유리와 같은 성분으로 된 것으로서, 폐품을 다시 활용한다는 의미 외에 원료가 유리화(化)를 촉진하는 작용을 한다. 말하자면 유리조각(cullet)이 종자가 되어 원료가 차례차례 유리화하는 것이다.

#### 청징제
청징제(淸澄劑)는 탱크 도가니 속에서 녹은 원료에는 기포가 들어 있는데, 이 기포를 없애 주는 것이다. 청징제로는 질산암모늄·황산암모늄·질산칼륨 등이 쓰인다. 청징제를 가하면 고온의 액체 유리는 점성이 감소되어 이들 작은 기포가 이동하기 쉽게 되어 표면으로 떠올라 없어진다.

## 제조 과정

### 탱크 요
유리를 녹이는 로(窯：furnace : 화로)는 유리가 녹는 고온에도 견디고, 유리에 의해 침식되지 않는 벽돌을 내장재로 사용한다. 이 벽돌은 산화알루미늄과 산화규소를 주성분으로 하여 만든 것인데, 유리 속에도 같은 성분이 들어 있으므로 오래 사용하면 벽돌 속의 성분이 유리 속으로 녹아 들어가게 된다. 그 때문에 가끔 탱크 요를 식히고 벽돌을 바꾸어 넣는다.

### 판유리 인상과 연마
탱크 요로부터 유리를 뽑아 올리는 데는 두 가지 방법이 이용된다. 이 때의 주역은 데비토우즈와 롤러이며, 이에 의해서 판유리의 두께가 일정해진다. 이 롤러에 물결무늬나 꽃무늬 등을 조각하면 무늬판 유리가 만들어지며, 유리 속에 철망을 넣으면 그물판 유리(wire glass)를 만들 수 있다. 그러나 이 방법에 의해 작은 요철까지 없앨 수는 없다. 유리창에 비친 상(像)이 일그러진 것을 흔히 볼 수 있는데, 이는 요철 때문에 생기는 현상이다. 따라서 거울이나 자동차의 프론트유리 등 요철 없이 평평한 면이 필요한 것은 표면을 연마해야 한다. 이러한 결점을 보완하기 위해 발명된 것이 플로우트법이며, 납이나 주석이 유리보다 무겁고 유리나 내화로재와도 반응하지 않을 뿐 아니라, 요철이 없이 평평한 표면을 가진 점을 이용한 것이다. 이 방법에 의해 제조된 유리는 연마하는 수고가 덜어지며 앞의 방법보다 능률적이다.

### 서랭
일정한 두께로 만들어진 뜨거운 유리는 서서히 냉각되는데, 유리의 두께가 두꺼울수록 냉각하는 데 걸리는 시간이 길어진다. 만약 냉각 시간을 단축하면 내부까지 고르게 냉각되지 않아, 먼저 냉각된 바깥 부분만이 고화(固化)하여 내부를 강하게 압박하므로 금이 가고 강도가 떨어진다. 이 결점을 보완한 콜번법(Colburn 法)의 경우에는 서랭요(徐冷窯)가 100m 이상이 되기도 하며, 유리는 이 속을 천천히 이동하면서 내부와 외부가 고르게 냉각된다.

### 절단·포장
절단은 다이아몬드로 된 유리커터에 의해 자동적으로 이루어진다. 판유리를 상자에 담을 때는 직접 포개서는 안 된다. 신문지나 기타 얇은 종이를 사이에 끼우지 않으면, 유리 속의 알칼리 성분이 공기 중의 수증기에 의해 용해되어 접착제 작용을 하기 때문에 유리가 서로 달라붙는다.

### 용기 제조
판유리 뿐 아니라 병이나 컵·전구 등 여러 가지 유리제품은 고온으로 하면 물렁물렁해지고 자유로이 모양을 변경할 수 있다는 유리의 성질을 이용하여, 고온으로 가열하여 성형한다. 판유리 제조는 롤러가 그 주역이지만 병이나 그 밖의 용기의 경우는 취간(吹桿)과 형(型)이 주역이 된다. 이 방법은 오랜 옛날부터 사용되었으며 기원전 3천년경의 이집트 벽화에도 입으로 불어 유리를 성형하는 모습이 그려져 있다. 현재 시행되는 방법은 공업적으로 대량생산이 가능하도록 연구된 것이지만 기본원리는 그와 다름이 없다. 또 용융유리를 유리관으로 만들어 이 관을 물렁물렁하게 만들어 여러 가지 모양을 만들 수 있으며, 화학실험용의 기구도 주로 이와 같은 방법으로 만든다.

## 종류와 성분
유리 원료를 녹일 때 원료의 성분배합을 바꾸면 여러 가지 성질을 가진 유리를 만들 수 있는데, 이는 유리가 여러 가지 성분의 혼합물이므로 각 성분의 배합비율을 자유로이 바꿀 수 있기 때문이다. 만일 유리의 각 성분이 화합물의 형태로 유리를 형성하고 있다면 성분비를 바꿈으로써 여러 가지 유리를 만드는 일은 불가능하다. 판유리 등을 만드는 보통 유리는 산화규소 65 ∼ 75%, 산화칼슘(원료는 석회석) 5 ∼ 15%, 탄산나트륨(탄산소다) 10 ∼ 20%이며, 유리의 주성분이 산화규소 이외에 석회와 소다가 주성분이므로 소다석회유리라고도 불린다.

### 굴절률이 큰 유리

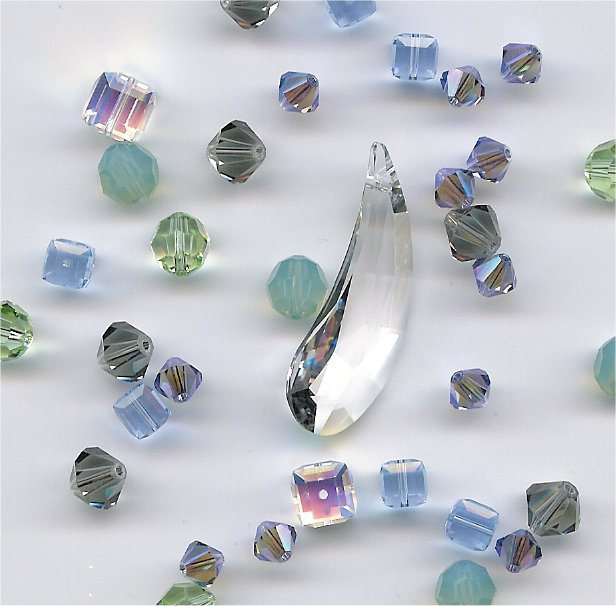
크리스털글라스

소다석회유리는 굴절률이 별로 크지 않으므로(1.50 ~ 1.52) 렌즈·프리즘 등 광학용 유리로서는 성능이 좋지 않다. 따라서 굴절률을 크게 하기 위해서 산화납을 넣으며(5 ~ 35%), 그렇게 함으로써 굴절률 1.7 이상을 얻을 수 있다. 이것을 납유리라 한다. 산화납이 많아짐에 따라 굴절률이 높아지는 반면 경도가 떨어지므로 카메라의 렌즈 등은 상처가 생기기 쉽다. 굴절률이 크고 투명한 물질은 빛의 반사작용에 의해 몹시 광채가 나며 아름답다. 다이아몬드(2.45)·루비(1.75)와 같은 보석이 그 예라 하겠다. 이러한 빛의 굴절작용을 이용하여 고급식기·장식품·조명기구 등으로 쓰이는 것이 크리스털글라스·컷글라스이며, 굴절률이 큰 유리를 여러 가지 모양으로 커팅함으로써 빛의 전반사에 의해 광택이 나도록 한 것이다.

### 내약품성의 유리
유리의 성분 가운데 가장 많은 부분을 차지한 것은 산화규소인데, 산화규소의 용융 온도를 내리고 유리의 가공을 용이하게 하기 위해 산화알칼리가 첨가되어 있다. 이 알칼리는 수분에 의해 서서히 용해된다. 알칼리가 용출(溶出)된 유리는 산이나 물에는 녹지 않으나 알칼리에는 녹는다. 이 때문에 유리는 알칼리성 용액에 약하며, 수분의 존재하에 유리와 유리가 접촉되어 있을 때 서로 접착되는 현상이 생길 수 있다. 유리병 속에 알칼리성 용액을 넣어서는 안 되며, 유리병의 뚜껑으로 유리를 사용하지 않는 것도 그 때문이다. 화학실험에 쓰이는 유리로는 물에 의해 유리 속의 알칼리가 용해되지 않는 것, 혹은 알칼리에 대해 상당히 안정성을 가진 것이 사용된다. 유리 속의 알칼리 성분을 줄이면, 약품에 대해 안정성을 가진 것이 만들어지며, 알루미나(alumina：산화 알루미늄)가 많이 함유된 유리도 약품에 강하다. 그러나 알루미나나 규산이 많이 함유된 유리는 잘 용해하지 않으므로 산화붕소를 넣기도 한다. 이와 같은 유리는 화학 실험용기구·약품의 용기·앰플·주사기 등으로 쓰인다. 이러한 유리는 그 성분으로 보아, 소다석회유리의 성분 중에서 소다의 석회를 줄이고, 산화알루미늄을 증가시킨 소다알루미나유리, 붕산을 증가시킨 저 알칼리붕규산유리, 붕산과 산화알루미늄을 증가시킨 붕규산알루미나유리 등으로 분류된다.

### 급격한 온도변화에 견디는 유리
차가운 유리컵에 갑자기 뜨거운 물을 붓거나 반대로 뜨거운 유리컵에 차가운 물을 부으면 깨진다. 이것은 뜨거운 물이나 차가운 물이 닿은 부분은 팽창하거나 수축하지만 뜨거운 물이나 차가운 물이 닿지 않는 바깥면은 그대로이므로 컵에 무리한 힘이 가해지기 때문이다. 보통의 컵을 만드는 데 쓰이는 소다석회유리나 고급식기 등으로 쓰이는 크리스털글라스(납유리)는 온도를 100°C로 올리면 0.1%팽창한다. 그러나 약품에 침식되지 않는 유리로서 화학실험기구 등으로 쓰이는 붕규산유리나 저 알칼리붕규산유리는 100°C 온도차에서 0.03% 정도밖에 팽창하지 않는다. 그 때문에 소다석회유리의 3배 정도 온도차에 견딜 수 있으며, 증기살균이나 비등에 견디므로 이 점도 화학기구·의료기구용으로서 이용되는 이유 중의 하나이다.

### 석영유리
유리 구조는 규소원자와 산소원자가 결합하여 만든 그물코에 군데군데 구멍이 남겨진 것 같은 모양으로 이루어졌다. 순수한 규소와 산소만의 그물코로 된 유리를 석영유리라고 부르는데 연화점(軟化點)이 1,500°C 이상(보통 소다석회유리는 약 600°C)으로서 약품에 의해 침식되지도 않을 뿐 아니라 1,000°C 정도의 온도차로 급열·급랭되어도 깨지지 않는다. 석영유리는 이처럼 우수한 여러 성질을 가졌으나 연화하는 온도가 1,500°C 이상이므로 가공·성형이 극히 어렵다. 또한 원료를 유리화하려면 1,717°C 이상의 고온을 만들어 주어야 하므로 도가니의 재료, 고온을 만드는 방법 등 기술적으로 곤란한 점이 많으며, 따라서 값이 몹시 비싸 특수한 경우 이외는 사용되지 않는다.

### 자외선 투과유리
자외선은 살균이나 비타민D의 생성 등 인간의 건강상 소중한 것이다. 그러나 일반 가정에서 유리창을 닫고 일광욕을 하면 효과가 없는데, 이것은 보통의 소다석회유리 속에 불순물로서 산화철이 0.2% 정도 함유되었기 때문이며, 이것이 3가(Fe3+)의 이온으로 바뀔 때 자외선을 흡수하는 까닭이다. 자외선을 통과시키는 유리를 만들려면 철이 함유되지 않은 원료를 사용하거나, 철이 2가의 Fe2+이온으로 함유되어 있는 저(低)알칼리붕규산유리를 사용한다. 또한 석영유리는 고가이긴 하지만 자외선을 통과시키는 유리로서 가장 우수하며, 의료용·조명용의 태양등이나 수은등에는 이러한 자외선 투과유리가 사용된다.

### 적외선 차단유리
태양광선이 뜨겁게 느껴지는 것은 태양광선 속의 적외선에 의한 것이다. 유리창이 달린 실내온도를 일광이 비쳐도 심하게 상승하지 않도록 하려면 적외선을 차단하는 유리를 사용하면 된다. 특히 기차 같은 것에서 냉방효과를 얻고, 유리창 밖이 내다보이도록 하기 위해 가시광선은 통과시키고, 눈에는 보이지 않고 열을 내는 적외선은 통과시키지 않는 열선흡수유리라는 것이 사용된다. 이 유리는 철의 2가이온 Fe2+를 많이 함유한 것이다. 또한 산화 세륨을 섞은 것도 적외선을 흡수한다.

### 감광유리
소다석회유리에 방사선을 비추면 갈색으로 착색된다. 따라서 이 착색된 색의 농도를 측정하면 방사선의 양을 알 수 있으며, 색의 농도를 측정하기 쉽게 한 유리를 방사선측정용 유리라 부른다. 또 빛이 닿으면 검게 착색되고 빛을 제거하면 천천히 탈색되는 유리를 조광(調光)유리라 부르는데, 햇살이 강한 낮에는 검게 흐리어 빛을 차단하고 밤에는 투명해지므로 창유리용으로 연구되고 있다. 이것은 유리 속에 미세한 결정으로 된 할로겐화은이 분산되어 있어, 빛이 닿으면 은이 분리되어 흑색의 입자로 되는 것을 이용한 것이다. 사진 필름의 반응과 같은 원리이지만 이 유리의 경우는 유리 속에서 일어나는 반응이므로 광선이 차단되면 본래의 형태로 되돌아간다는 점에 다르다.

### 색유리
유리 속에 어떤 종류의 원소를 용해시키면 특수한 색유리를 만들 수 있다. 이 착색제는 유리자체를 구성하는 성분은 아니지만 공예품이나 광학용으로서 널리 이용되고 있다.색유리의 아름다운 광택과 색, 그리고 변색하지 않는 성질을 이용한 미술품에 스테인드 글라스가 있다. 이것은 우선 도안의 색에 맞추어 색유리판을 자르고 이 색유리를 도안과 같은 무늬로 이은 다음 납으로 용착(溶着)한 것이다. 유럽에서는 11세기경부터 성당의 창이나 천장의 장식으로 쓰였으며, 지금까지 원상대로 보존된 것이 많이 있다. 마찬가지로 모자이크라 하여 색유리의 작은 조각을 타일처럼 박아 그림을 그리는 방법도 있는데 건물 벽화에 사용된다.

### 필터유리
필터는 색유리의 일종으로서 사진 촬영이나 그 밖에 빛에 관한 실험에 있어 특정 파장의 빛만을 필요로 할 때에 쓰이는 것이다. 자외선을 막는 색안경도 일종의 필터이다. 또 금속용접이나 고온인 노(爐)의 작업 등에서 강한 빛을 내는 물체를 보아야 할 때는 자외선·황색광선 외에도 보통의 가시광선도 약하게 하여야 하므로 상당히 진한 색의 보호안경을 사용하게 되는데 이것도 필터유리의 일종이다.

### 젖빛유리
판유리에 압축 공기로 고운 모래를 뿜어 표면에 불규칙한 요철을 만든 것이다. 이러한 표면에서는 광선이 직선적으로 굴곡하지 않고 불규칙하게 반사·굴절을 하므로, 빛이 통과하기는 하지만 보기에는 불투명한 것처럼 보인다. 그러므로 유리창으로 사용하면 눈이 부신 것을 막아 준다.

## 유리공예
유리는 비교적 조작하기 쉬운 고온에서 임의의 모양으로 만들 수 있고, 그 광택이나 투명성 또는 착색이 쉽다는 등의 성질을 이용하여 일상 생활품·장식품 등의 공예품을 만들어 내고 있다. 그 성형법에서는 주형을 사용한 취형법(吹型法), 주형을 사용하지 않고 입으로 불고, 가위·인두 등을 사용하여 성형하는 주취법(宙吹法), 금속의 틀에 프레스하는 압형법 등이 있다. 표면에 무늬나 그림 등을 가공하는 방법으로는, 숫돌로 갈아 광선을 전반사시키는 표면을 만드는 커팅법(cutting法), 다이아몬드로 무늬를 조각하는 방법, 플루오린화 수소산 등의 화학 약품으로 부식시켜 새기는 방법, 금속 산화물로 된 그림물감으로 그림을 그리고 굽는 방법 등이 있다. 재료로서는 그 광학적 성질을 이용하기 위해 크리스털 글라스(납유리)가 흔히 사용된다.

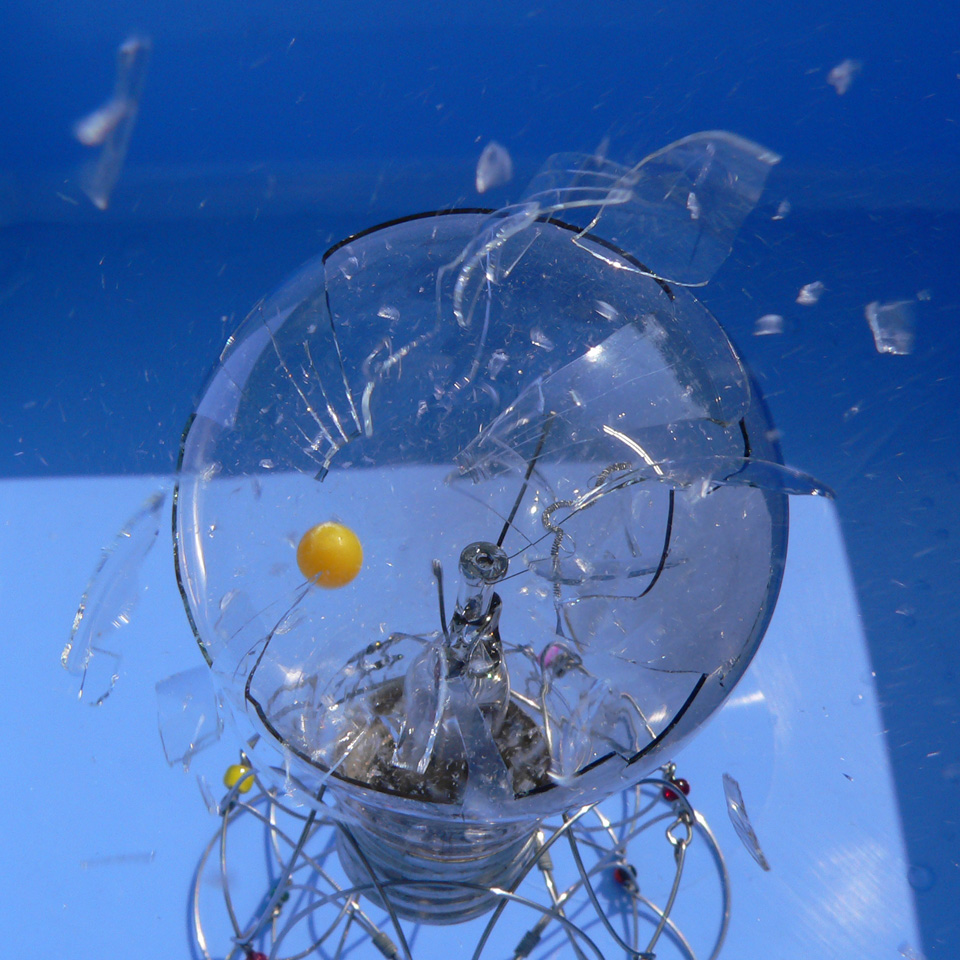
부서진 유리

일단 부서지면 매우 처리하기 힘든 물질 중 하나가 바로 유리다. 그 이유는 큰 조각부터 작은 조각까지 여러 크기로 깨어지고, 일부는 가루가 되기 때문이다. 일단 유리가 깨졌다면 맨발이나 맨손, 또는 옷을 벗은 상태에서는 유리조각이 신체에 박힐 수 있기 때문에 절대 근처에 접근하지 말아야 한다. 유리조각을 치울 때는 두꺼운 장갑을 끼고 신발도 신은 뒤, 옷도 두꺼운 것을 입고 치워야 한다. 이때 덥거나 불편하다고 털이 보이거나 얇은 옷을 입으면 안 된다. 털 사이에 유리조각이 끼게 되면 치우기가 정말 힘들어지기 때문이다. 두꺼운 옷을 입고 큰 조각을 먼저 치우고 작은 조각은 빗자루로 쓸고, 가루는 청소기로 치워야 된다. 일반유리의 경우 전방 1미터 이내의 공간을 청소해야 하며, 압축유리의 경우 깨지면서 파편이 더욱 넓게 튀기 때문에 전체(예를 들어, 주방에서 압축유리 재질의 밀폐용기를 깨뜨렸다면 주방 전체)를 청소해야 한다.

## 같이 보기
- 흑요석

## 참고 자료
- 이 문서에는 다음커뮤니케이션(현 카카오)에서 GFDL 또는 CC-SA 라이선스로 배포한 글로벌 세계대백과사전의 내용을 기초로 작성된 글이 포함되어 있습니다.